# Сен-Жюст-д’Ардеш
Сен-Жюст-д’Арде́ш (фр. Saint-Just-d'Ardèche, окс. Sant Just) — коммуна во Франции, находится в регионе Рона — Альпы. Департамент коммуны — Ардеш. Входит в состав кантона Бур-Сент-Андеоль. Округ коммуны — Прива.
Код INSEE коммуны 07259.

## Население
Население коммуны на 2008 год составляло 1498 человек.
| 1962 | 1968 | 1975 | 1982 | 1990 | 1999 | 2008 |
| ---- | ---- | ---- | ---- | ---- | ---- | ---- |
| 763  | 833  | 770  | 1009 | 1078 | 1162 | 1498 |

## Экономика
В 2007 году среди 941 человек в трудоспособном возрасте (15-64 лет) 647 были экономически активными, 294 — неактивными (показатель активности — 68,8 %, в 1999 году было 70,6 %). Из 647 активных работали 556 человек (320 мужчин и 236 женщин), безработных было 91 (41 человек и 50 женщин). Среди 294 неактивных 85 человек были учениками или студентами, 92 — пенсионерами, 117 были неактивными по другим причинам.

## Достопримечательности
- Церковь Сен-Жюст, ворота в романском стиле
- Ораторий XIX века
- Башня сарацин
- Барельеф бога Митры

## Фотогалерея
- Церковь Сен-Жюст
- Памятник погибшим в Первой мировой войне